# Дупель

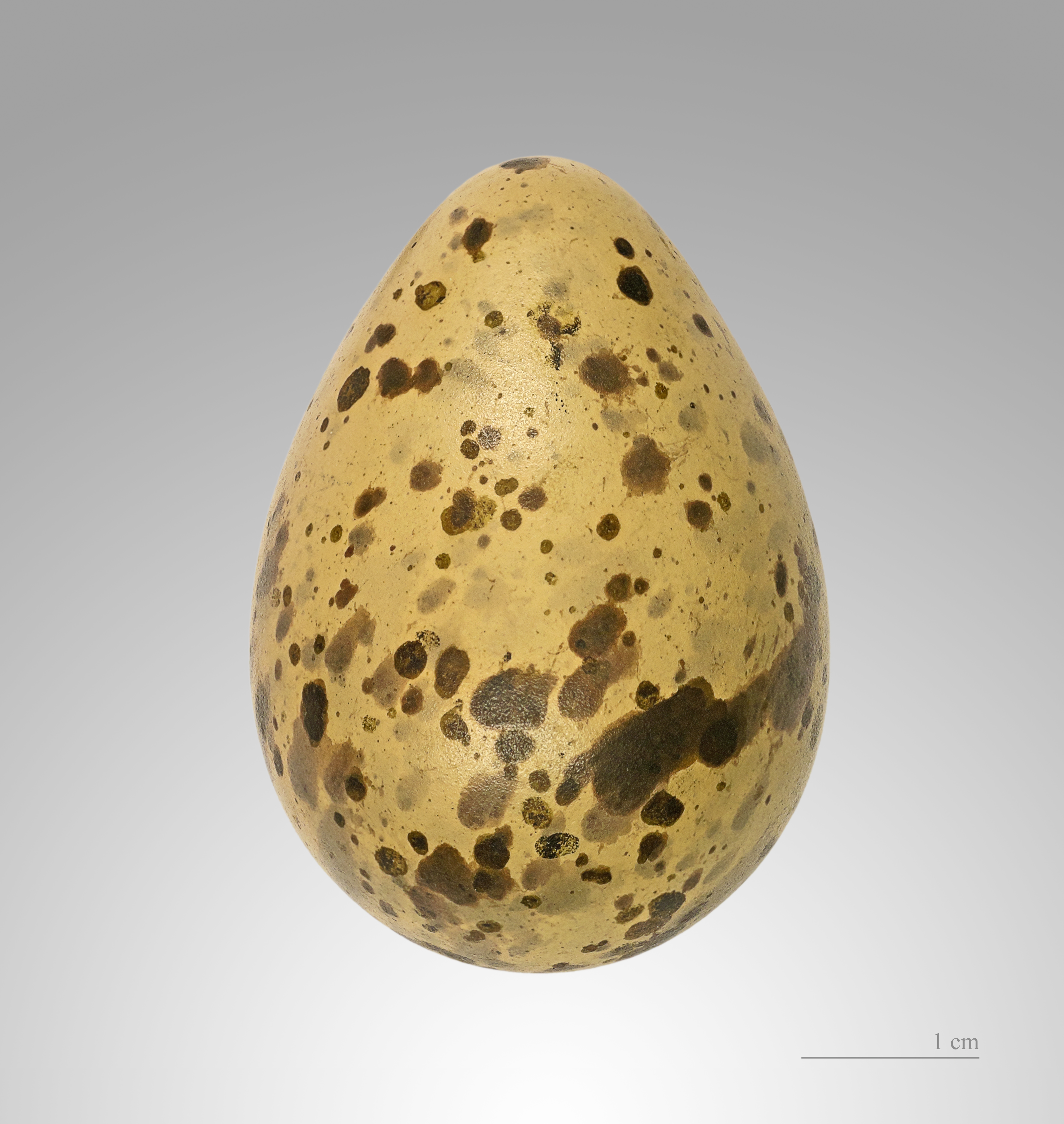
Gallinago media

Ду́пель (лат. Gallinago media) — вид птиц из отряда ржанкообразных семейства бекасовых (Scolopacidae).
Русское название происходит от немецкого названия этой птицы — Doppelschnepfe.

## Описание
Дупель достигает длины 27—29 см и массы от 140 до 260 г, размах крыльев составляет от 47 до 50 см. У него более плотное телосложение, чем у обыкновенного бекаса, более сильный и короткий клюв, а также две белые полоски на крыльях. Оперение сверху коричневое с многочисленными вкраплениями, внизу более светлое. От основания клюва до глаза тянется тёмная полоска.

## Распространение
Дупель гнездится на влажных болотах, в низинах рек и на лужайках в широтах хвойных лесов Евразии от Скандинавии до Енисея. В Центральной Европе встречается лишь изредка. Зимует в Африке южнее Сахары.

## Поведение
У дупеля сложный брачный ритуал. Гнездо представляет собой углубление в земле, покрытое травой и мхом, которое обычно хорошо скрывается в густой растительности. В одной кладке находятся от трёх до четырёх яиц. Пища дупеля состоит из насекомых, червей и изредка из растений, которые он клюёт в болотистой грязи.

## Численность
Статус сохранения дупеля пока не вызывает больших опасений, хотя его популяции страдают от искусственных осушений болот и других водоёмов. Является объектом охоты.

## Интересное
Шведские орнитологи выяснили, что дупель может держать скорость, близкую к 100 км/ч на протяжении более чем 6500 километров, тем самым являясь одной из самых быстрых перелётных птиц. Удивительно, что дупели не делают на своём пути остановки, хотя их перелёт большей частью лежит над сушей. Обычно наземные птицы садятся, чтобы отдохнуть и пополнить свои энергетические запасы (на поверхности в достатке дождевых червей, насекомых и прочих беспозвоночных).